# كاثرين دونوفان
كاثرين دونوفان (بالإنجليزية: Kathryn Donovan)‏ هي دراجة أمريكية، ولدت في 29 يناير 1982.

## وصلات خارجية
- كاثرين دونوفان على موقع الاتحاد الدولي للدراجات (الإنجليزية)
- كاثرين دونوفان على موقع إحصائيات الدراجات الإحترافية (الإنجليزية)